# Шейн Карвін
Шейн Бе́нністер Ка́рвін (англ. Shane Bannister Carwin; 4 січня 1975, Грілі, Колорадо, США) — американський спортсмен, спеціаліст зі змішаних бойових мистецтв і екс-гравець у американський футбол. Всеамериканський борець і футболіст. Чемпіон США із американської боротьби (1999 рік). Тимчасовий чемпіон світу зі змішаних бойових мистецтв у важкій ваговій категорії за версією UFC (2010 рік).
З 2005 по 2010 рік завершував свої виступи у першому раунді (нокаутами і підкореннями), і в бою з Френком Міром здобув титул тимчасового чемпіона світу. В липні 2010 року втратив тимчасовий пояс у двобої із діючим чемпіоном Броком Леснаром. Це був перший бій Карвіна, який тривав більше одного раунду і став його першою поразкою у професійній кар'єрі. Вдруге Карвін поступився першістю Жуніору дус Сантусу, влітку 2011 року, в бою за право оспорювати чемпіонський титул.
У 2013 році, після дворічного простою, зумовленого травмами хребта та ніг, Шейн Карівн оголосив про завершення спортивної кар'єри.

## Статистика в змішаних бойових мистецтвах
| Результат | Противник          | Спосіб                               | Раунд | Час  | Дата            | Місце                                         | Подія                       | Примітки                                                                                            |
| --------- | ------------------ | ------------------------------------ | ----- | ---- | --------------- | --------------------------------------------- | --------------------------- | --------------------------------------------------------------------------------------------------- |
| Поразка   | Жуніур дус Сантус  | Рішення суддів (одностайне)          | 3     | 5:00 | 11 червня 2011  | Ванкувер, Британська Колумбія, Канада         | «UFC 131»                   | |
| Поразка   | Брок Леснар        | Підкорення (задушення руками)        | 2     | 2:19 | 3 липня 2010    | Лас-Вегас, Невада, США                        | «UFC 116»                   | Бій за титул чемпіона у важкій ваговій категорії.                                                   |
| Перемога  | Френк Мір          | Нокаут (удари кулаками)              | 1     | 3:48 | 27 березня 2010 | Ньюарк, Нью-Джерсі, США                       | «UFC 111»                   | Виграв титул тимчасового чемпіона у важкій ваговій категорії. Нагороджений премією «Нокаут вечора». |
| Перемога  | Ґабріел Ґонзаґа    | Нокаут (удар кулаком)                | 1     | 1:09 | 7 березня 2009  | Колумбус, Огайо, США                          | «UFC 96»                    | |
| Перемога  | Ніл Уейн           | Технічний нокаут (удари кулаками)    | 1     | 1:31 | 18 жовтня 2008  | Бірмінгем, Західний Мідлендс, Велика Британія | «UFC 89»                    | |
| Перемога  | Крістіан Велліш    | Нокаут (удар кулаком)                | 1     | 0:44 | 24 травня 2008  | Лас-Вегас, Невада, США                        | «UFC 84»                    | |
| Перемога  | Шерман Пендергарст | Технічний нокаут (удари кулаками)    | 1     | 0:41 | 1 грудня 2007   | Брумфілд, Колорадо, США                       | «Ring Of Fire 31»           | |
| Перемога  | Рекс Річардс       | Підкорення (задушення руками)        | 1     | 1:24 | 27 жовтня 2007  | Туніка, Міссісіпі, США                        | «Art Of War 4»              | |
| Перемога  | Рік Слейтон        | Технічний нокаут (удари кулаками)    | 1     | 0:49 | 15 вересня 2007 | Брумфілд, Колорадо, США                       | «Ring Of Fire 30»           | |
| Перемога  | Кріс Гіллен        | Підкорення (больовий прийом на руку) | 1     | 0:29 | 24 червня 2006  | Фріско, Техас, США                            | «Ultimate Texas Showdown 6» | |
| Перемога  | Джастіс Сміт       | Технічний нокаут (удари кулаками)    | 1     | 0:31 | 3 червня 2006   | Окленд, Каліфорнія, США                       | «Extreme Wars 3»            | |
| Перемога  | Джей МакКоун       | Підкорення (задушення руками)        | 1     | 1:31 | 29 квітня 2006  | Фріско, Техас, США                            | «Ultimate Texas Showdown 5» | |
| Перемога  | Кейсі Джексон      | Підкорення (задушення руками)        | 1     | 0:22 | 18 березня 2006 | Гонолулу, Гаваї, США                          | «Extreme Wars 2»            | |
| Перемога  | Карлтон Джонс      | Підкорення (удари кулаками)          | 1     | 2:11 | 14 жовтня 2005  | Лемур, Каліфорнія, США                        | «WEC 17»                    | |